# Micaela Schmidt
Micaela Schmidt (Karl-Marx-Stadt, RDA, 25 de febrero de 1970) es una deportista alemana que compitió para la RDA en remo.
Ganó tres medallas en el Campeonato Mundial de Remo entre los años 1990 y 1994. Participó en los Juegos Olímpicos de Atlanta 1996, ocupando el octavo lugar en la prueba de ocho con timonel.

## Palmarés internacional
| Representando a la RDA   |                               |                   |                  |
| Campeonato Mundial       |                               |                   |                  |
| Año                      | Lugar                         | Medalla           | Prueba           |
| 1990                     | Tasmania (Australia)          | Medalla de bronce | Ocho con timonel |
| Representando a Alemania |                               |                   |                  |
| Campeonato Mundial       |                               |                   |                  |
| Año                      | Lugar                         | Medalla           | Prueba           |
| 1993                     | Račice (República Checa)      | Medalla de bronce | Ocho con timonel |
| 1994                     | Indianápolis (Estados Unidos) | Medalla de oro    | Ocho con timonel |